# Едвард Юрдон
Едвард Неш Юрдон (30 квітня 1944 – 20 січня 2016) - американський інженер-програміст, комп’ютерний консультант, автор і викладач, а також піонер методології розробки програмного забезпечення. Був одним із провідних розробників методів структурованого аналізу 1970-х років. Став співрозробником методу Юрдона / Уайтхеда для об’єктно-орієнтованого аналізу / дизайну наприкінці 1980-х років і методології Коуда / Юрдона для об’єктно-орієнтованого аналізу / дизайну в 1990-х роках.

## Біографія
У 1965 році Юрдон отримав ступінь бакалавра з прикладної математики в Массачусетському технологічному інституті (MIT). Захстив дипломну роботу з електротехніки та комп’ютерних наук у Массачусетському технологічному інституті та Політехнічному інституті Нью-Йорка .
У 1964 році Юрдон почав працювати в Digital Equipment Corporation, розробляючи програми FORTRAN для міні-комп’ютера PDP-5, а пізніше розробляючи асемблер для PDP-8. Наприкінці 60-х і на початку 70-х років він працював у невеликій консалтинговій фірмі, незалежним консультантом. У 1974 році Юрдон заснував власну консалтингову фірму YOURDON Inc. Надає освітні, видавничі та консалтингові послуги. Після продажу цієї компанії в 1986 році він працював у радах кількох ІТ-консалтингових фірм і був консультантом кількох дослідницьких проектів програмного забезпечення в 1990-х роках.
У червні 1997 року Юрдон був включений до Зали слави комп’ютерних вчених разом із такими знаменитостями, як Чарльз Беббідж, Джеймс Мартін, Грейс Гоппер і Джеральд Вайнберг. У грудні 1999 року журнал Crosstalk: The Journal of Defense Software Engineering назвав його одним із десяти найвпливовіших людей у галузі розробки програмного забезпечення.
Наприкінці 1990-х Юрдон став центром суперечок через його переконання, що комп’ютерні проблеми, пов’язані з Y2K, можуть призвести до серйозних збоїв програмного забезпечення, які призведуть до соціального краху.  Завдяки зусиллям Юрдона та тисяч відданих своїй справі технологів, розробників і керівників проектів ці потенційно критичні точки збою системи було успішно усунено, таким чином уникнувши проблем, які Юрдон та інші виявили досить рано, щоб змінити ситуацію. 
У новому тисячолітті Юрдон став науковим співробітником Дослідницького центру інформаційних систем в Університеті Північного Техасу, а також членом Ради з тенденцій у бізнес-технологіях Консорціуму Каттера, де він також був редактором Cutter IT Journal. 

## Робота
Після розробки методів структурованого аналізу в 1970-х роках і об’єктно-орієнтованого аналізу/дизайну в кінці 1980-х і в 1990-х роках, у новому тисячолітті Юрдон спеціалізувався на управлінні проектами, методології розробки програмного забезпечення та розробці Web 2.0 .  Також він заснував і видавав журнал «American Programmer» (тепер він називається Cutter IT Journal ). Він є автором книги «Занепад і падіння американського програміста» .

### Yourdon Inc.
У 1974 році Юрдон заснував у Нью-Йорку консалтингову фірму Yourdon Inc., яка займалася консалтинговою, освітньою та видавничою діяльністю в галузі програмної інженерії . На початку 80-х років компанія мала кілька офісів у Північній Америці та Європі та налічувала 150 осіб. Вони навчили понад 250 000 людей таким темам, як структурне програмування, структурований дизайн, структурований аналіз, логічне моделювання даних і управління проектами. 
У 1986 році Юрдон продав консалтингову компанію. Пізніше він став частиною канадської компанії програмного забезпечення CGI Informatique . Видавничий відділ опублікував понад 150 книг на теми розробки програмного забезпечення до того, як став частиною Prentice Hall. 

### Структурований метод Юрдона
У 1980-х роках Юрдон розробив структурований метод Юрдона (YSM) у SSADM, заснований на функціональному структуруванні . Метод має дві окремі фази проектування: аналіз і проектування. YSM включає три окремі етапи: техніко-економічне обґрунтування; сутнісне моделювання; та моделювання реалізації.  Він пропонує ряд моделей: 
- Поведінкова модель: стверджує, що поведінку системи можна описати трьома способами: функціями, динамікою та взаємозв’язками.
- Модель середовища процесора (PEM): описує розподіл обчислювальних функцій в апаратному забезпеченні процесора.
- Модель програмного середовища (SEM): визначає архітектуру програмного забезпечення та її вплив на кожен процесор.
- Організаційна модель коду (COM): показує модульну структуру кожного завдання

Прикладами методів структурованого проектування є структурований метод Юрдона (YSM) і техніка структурованого аналізу та проектування (SADT).

### Проблема 2000 року (Y2K).
Наприкінці 1990-х років він був одним із провідних прихильників теорії про те, що « помилка Y2K » може призвести до краху цивілізації або, принаймні, до тривалої економічної депресії та технологічного зриву в широкому масштабі. Він написав кілька книг на цю тему, в тому числі «Бомба з уповільненою діяльністю 2000» (ISBN 0-13-020519-2 ), і створив щонайменше одне відео, в якому висувається ця теорія (та пропонуються поради щодо того, як пережити майбутню кризу). Дехто розкритикував Юрдона, коли його прогнози (рішуче спростовані деякими експертами заздалегідь) не здійснилися в передбачуваному масштабі. Це могло спричинити втрату до нього довіри в індустрії програмного забезпечення.

## Останні роки і смерть
В останні роки свого життя Юрдон працював міжнародно визнаним експертом і комп’ютерним консультантом, який спеціалізувався на управлінні проектами, методології розробки програмного забезпечення та розробці Web 2.0. Помер 20 січня 2016 року внаслідок післяопераційного зараження крові. 

## Особисте життя
Юрдон був одружений з Тоні Неш. У нього було троє дітей: дочка Дженніфер і сини Джеймі і Девід. Також мав п'ятеро онуків: Ліам Крістофер, Оуен Едвард, Едвард Роланд («Тедді»), Елліот Енн і Халіл Слайс. У Юрдона було п'ять сестер: Тоні, Тері, Тіна, Аледа та Патріс.
Юрдон також був завзятим фотографом. Його фотографії публікувалися в The New York Times, Los Angeles Times, The Wall Street Journal, Fast Company, Forbes, Time / CNN, The New York Observer, New York magazine, Wired і Huffington Post. 

## Публікації
Юрдон є автором понад 550 технічних статей і співавтором 26 комп’ютерних книг з 1967 року. Деякі з них:
- 1967. Real-Time Systems Design. Information & Systems Press.
- 1972. Design of On-Line Computer Systems. Prentice Hall.
- Yourdon, Edward; Constantine, Larry L. (1979). Structured Design: Fundamentals of a Discipline of Computer Program and Systems Design. Yourdon Press. Bibcode:1979sdfd.book.....Y. ISBN 978-0-13-854471-3.
- 1975. Techniques of Program Structure and Design. Prentice Hall.
- 1976. Learning to Program in Structured COBOL, Part I and II. With C. Gane and T. Sarson and T. Lister. Prentice Hall.
- 1978. Learning to Program in Structured COBOL, Part II. With Timothy Lister. Prentice Hall.
- 1979. Classics in Software Engineering . Prentice Hall.
- 1982. Writings of the Revolution. Prentice Hall.
- 1988. Managing the System Life Cycle. 2nd ed. Prentice Hall.
- 1989. Modern Structured Analysis. Prentice Hall.
- 1992. Decline and Fall of the American Programmer. Prentice Hall.
- 1994. Object-Oriented Systems Development: An Integrated Approach. Prentice Hall.
- 1996. Case Studies in Object-Oriented Analysis and Design. With Carl Argila. Prentice-Hall.
- 1996. Rise and Resurrection of the American Programmer. Prentice-Hall.
- 1997. Death March: The Complete Software Developer's Guide to Surviving "Mission Impossible" Projects. Prentice Hall.
- 1999. The Complete Y2K Home Preparation Guide. With Robert Roskind. Prentice Hall.
- 1999. Time Bomb 2000: What the Y2K Computer Crisis means for you!'. With Jennifer Yourdon. Prentice Hall.
- 1999. The Y2K Financial Survival Guide. With Jennifer Yourdon and Peter G. Gordon. Prentice Hall.
- 2001. Managing High-Intensity Internet Projects. Prentice Hall
- 2002. Byte Wars: The Impact of September 11 on Information Technology. Prentice Hall
- 2003. Death March (2nd edition). Prentice Hall
- 2004. Outsourcing: Competing in the Global Productivity Race. Prentice Hall

## Використані джерела
1. ↑  Edward Yourdon (PDF). lanl.gov. Архів оригіналу (PDF) за 13 жовтня 2006.
2. ↑  Lacay, Richard (18 січня 1999). The End of the World as We Know It?. TIME. Архів оригіналу за 3 листопада 2011.
3. ↑  Seltzer, Larry (3 січня 2005). Some Perspective 5 Years After Y2K. eWeek.
4. ↑  Cutter IT Journal website. Accessed November 17, 2008.
5. ↑  About Ed Yourdon at yourdon.com, 2007. Accessed October 26, 2009.
6. ↑  Alan M. Davis, Marilyn D. Weidner (1993). Software Requirements: Objects, Functions, and States. Page 486.
7. ↑  Jim Cooling (2003). Software Engineering for Real-time Systems. p. 510-517.
8. ↑  Ed Yourdon. The New York Times. 22 січня 2016.
9. ↑  Ed Yourdon's Flickr

- Structured Analysis Wiki
- Ed Yourdon at Flickr